# Stomorine
Stomorine es un pueblo ubicado en el municipio de Ilijaš, en el cantón de Sarajevo, Bosnia y Herzegovina.

## Superficie
Cuenta con una superficie de 6,08 km².

## Demografía
Hasta 2013 la población era de 43 habitantes, con una densidad de población de 7,1 hab/km².
| Gráfica de evolución demográfica de Stomorine entre 1961 y 2013                    |
|                                                                                    |
| Datos según Population statistics of Eastern Europe & former USSR y Statistika.ba. |